# Holden Roberto
Álvaro Holden Roberto était un homme politique  angolais, né le 12 janvier 1923 à São Salvador (devenu Mbanza-Kongo) et mort le 2 août 2007 à Luanda.
Considéré comme l’un des pères de l’indépendance de l’Angola, il fonde dans les années 1950 l'Union des populations du Nord de l'Angola (UPNA), destinée à mobiliser l'ethnie des Bakongo, peu après renommé Union des populations de l'Angola (UPA),  un mouvement nationaliste qui se transforme en 1961 en Front national de libération de l'Angola (FNLA).
En avril 1975, il est signataire des accords de paix avec le Portugal conduisant à l'indépendance de l'Angola en novembre 1975. Mais c'est Agostinho Neto, chef du  Mouvement populaire de libération de l'Angola (MPLA) qui prend l'avantage en fondant le gouvernement de la République populaire d'Angola.
Il engage alors son mouvement dans la guerre civile soutenu par le Zaïre, la France et les États-Unis et à côté de l'Union nationale pour l'indépendance totale de l'Angola (UNITA) de Jonas Savimbi, contre le gouvernement du MPLA, soutenu par Cuba et par l'URSS. Il est si proche des États-Unis que ses détracteurs l'accusent de n’être qu'un agent de la CIA.  
En novembre 1975, il lance une offensive militaire contre Luanda, tenu par les forces du MPLA et subit un grave revers militaire lors de la bataille de Kifangondo qui a pour résultat d'éclipser durablement le FNLA de l'échiquier politique angolais. En 1976, il est contraint de s’exiler en France et au Zaïre.
Il rentre en Angola en 1991 avant de participer aux élections générales de 1992.